# Ван Жэньмэй
Ван Жэньмэй (кит. 王人美, пиньинь Wáng Rénměi, Wang Ren-mei, Wang Shuxi; 24 декабря 1914 — 2 апреля 1987) — китайская актриса и певица.
В 2005 году признана путём зрительского голосования одной из ста лучших актёров за сто лет китайского кино.

## Биография
Родилась в декабре 1914 г. в семье преподавателя, детство было беззаботным. Когда девочке было 7 лет, её мать умерла от инсульта. В 1926 г. её отец умер. Через год, узнав от шанхайских родственников о наборе детей в песенно-танцевальную труппу Ли Цзинхуэя, её семья, влачащая жалкое существование, решила попытать счастья и пристроить дочь в труппу. Благо данные для этого были: девушка была хоть и невысокая, но красивая и прекрасно сложена. Ли Цзинхуэй, увидев претендентку на вступление в труппу, тут же дал ей сценическое имя: Ван Жэньмэй, что в переводе значит «королева красавиц». Вот с этим именем она и начала выступать в труппе Ли Цзинхуэя. Вместе с ней в труппе были и другие будущие звёзды китайского кино и эстрады: Ли Лили, Чжоу Сюань, Ху Цзя и другие.
В 1931 г. её пригласили работать в танцевальной группе кинокомпании Ляньхуа. Это был первый шаг к карьере в кино. Её начали приглашать играть в эпизодических ролях. В 1932 г. режиссёр Сунь Юй обратил внимание на яркую девушку и пригласил её сняться в кино. Причём в главной роли: это был фильм «Дикая роза», партнёром Ван Жэньмэй в фильме выступил Янь Цзинь — один из популярнейших актёров китайского кино тех лет, прозванный «императором актёров» и «китайским Рудольфом Валентино», по которому сходила с ума почти вся прекрасная половина населения Китая. Участие в этом популярном фильме перевело Ван Жэньмэй в разряд звёзд. В прессе, в том числе и из-за её агрессивного и свободолюбивого характера, за ней закрепилось прозвище «дикая кошка».
Благодаря съёмкам в этом фильме между Ван Жэньмэй и Янь Цзинем начались романтические отношения. Наконец, в 1934 г. они сыграли свадьбу. Руководство кинокомпании Ляньхуа было взбешено: «дикая кошка» и «самая желанная невеста Китая» (такими эпитетами наградила пресса Ван Жэньмэй) перестала быть невестой, это грозило падением популярности как Ван Жэньмэй, так и снимаемого фильма «Песня рыбаков». Разъярённый директор кинокомпании Лин Миньвэй потребовал отстранить Ван Жэньмэй от съёмок, подобрать новую актрису на главную роль и переснять уже отснятый материал с новой актрисой. Чтобы не быть отстраненной Ван Жэньмэй согласилась продолжать сниматься в этом фильме бесплатно, также она согласилась с требованием никогда больше не сниматься со своим мужем в одном фильме. Фильм «Песня рыбаков», показанный на Московском Международном кинофестивале в 1935 г., принёс колоссальные сборы (только в Шанхае он шёл ведущих кинотеатрах 84 дня) и закрепил за ней славу суперзвёзды. Она вошла в четверку самых высокооплачиваемых актрис компании Ляньхуа (Жуань Линъюй, Ли Лили, Ван Жэньмэй и Чэнь Яньянь). Кроме всего Ван Жэньмэй попробовала себя в качестве певицы, она записала несколько дисков, которые с успехом были проданы в музыкальных магазинах Китая. Правда Ли Миньвэй всё равно выполнил условия договора и не заплатил Ван Жэньмэй гонорар за съёмку в фильме «Песня рыбаков».
С началом войны ворвавшиеся в конце 1937 г. в Шанхай японские войска закрыли представительства компании Ляньхуа. Ван Жэньмэй пригласили работать в компанию Синьхуа. В этой компании она снималась с мужем в романтических и психологических драмах. Но в конце 1939 г., с созданием японцами коллаборационистского правительства Китая Ван Цзинвэя, появилась необходимость выбирать с кем быть. Японцы и представители коллаборационистских властей потребовали, чтобы Ван Жэньмэй и её супруг Янь Цзинь, снялись в фильме воспевающем японо-китайскую дружбу и союз. Супруги отказались и были занесены в «чёрный список». Кинокомпаниям было запрещено снимать их. Они были вынуждены перебраться в бедные кварталы Шанхая, Янь Цзинь пытался зарабатывать по своей профессии – архитектором. Но за домом была установлена полицейская слежка, ему не давали работать и время от времени обоих супругов вызывали в полицию, угрожали и требовали согласиться сниматься в коллаборационистском кино. Наконец в 1940 г. Ван Жэньмэй и Янь Цзинь бежали из города. С большим трудом им удалось перебраться через линию фронта и добраться до Чунцина, который был в то время столицей антияпонского гоминдановского правительства Чан Кайши. В городе располагались свои киностудии. Прибыв в Чунцин, Ван Жэньмэй была приглашена в театральную труппу, Янь Цзинь же получил роль в военном фильме «Огромное небо», рассказывающим о лётчиках, где его партнёром была чунцинская актриса Цинь Цзи. В 1944 г. Ван Жэньмэй и Янь Цзинь развелись. Янь Цзинь в 1947 г. женился на Цинь Цзи. Ван Жэньмэй долго оставалась одна.
В 1948 г., после войны, «дикая кошка» впервые после 1939 г. снялась в кино. В 1952 г. впервые проявилась её болезнь: вялотекущая шизофрения. Ван Жэньмэй продолжала сниматься в кино, фильмы с её участием были достаточно популярны. В 1956 г. она вышла замуж за известного художника Э Цзиньюй. В 1957 г. Э Цзиньюй был осужден как классовый враг на 7 лет. Последний раз она снялась в кино в 1962 г. Во время культурной революции Ван Жэньмэй была арестована как правый элемент, но её болезнь спасла её от дальнейших преследований. После культурной революции она была реабилитирована, в 1977 г. вступила в Коммунистическую партию Китая.
Умерла Ван Жэньмэй в 1987 г. от кровоизлияния в мозг в Пекине.